# Olympiska sommarspelen 2020
Olympiska sommarspelen 2020 (japanska: 2020年夏季オリンピック Hepburn: Nisen Nijū-nen Kaki Orinpikku?) ägde rum den 23 juli–8 augusti 2021 i Tokyo i Japan. Ursprungligen skulle tävlingarna avgjorts den 24 juli–9 augusti 2020, men på grund av coronaviruspandemin flyttades arrangemanget fram till 2021. Detta var officiellt den 32:a (XXXII) olympiadens sommarspel. De var dock de 29:e sommarspelen som arrangerats (de 30:e om extraspelen 1906 räknas med). Tokyo valdes som arrangör den 7 september 2013, på IOK:s kongress i Buenos Aires i Argentina. Invigningen av spelen skedde den 23 juli, men vissa arrangemang tog sin början redan den 21 juli.

## Ansökningar
Valet av arrangör var fördelad i tre faser. Den första fasen var fram till den 1 september 2011 då de nationella olympiska kommittéerna kunde nominera städer i respektive länder. Fas två inleddes direkt efter att kandidaterna hade nominerats och pågick fram till maj 2012 då IOK avgjorde vilka ansökningar som blev officiella kandidater. Den slutliga och tredje fasen pågick därefter till IOK:s 125:e kongress i Buenos Aires den 7 september 2013 då de valde arrangör för spelen.
Totalt sex städer nominerades av sina olympiska kommittéer. Av dessa drog Rom tillbaka sin ansökan i februari 2012 på grund av bristfällig ekonomi i landet. I maj 2012 valde IOK bort Baku och Doha, vilket lämnade Madrid, Tokyo och Istanbul som ensamma kandidater inför kongressen i september 2013.
På IOK:s kongress valdes Tokyo till arrangör för spelen.
| Stad     | Nation  | Omgång 1 | Extraomgång | Omgång 2 |
| Tokyo    | Japan   | 42       | -           | 60       |
| Istanbul | Turkiet | 26       | 49          | 36       |
| Madrid   | Spanien | 26       | 45          | -        |

## Utveckling och förberedelser

### Ekonomi
Den första budgeten för spelen tillkännagavs i december 2016 och då uppskattades att den totala kostnaden skulle uppgå till 1,5 biljoner yen, ett år senare reducerades beloppet till 1,35 biljoner efter justeringar av transport- och säkerhetskostnader. Den tredje versionen tillkännagavs i december 2018 och det totala beloppet förblev oförändrat men 20 miljarder yen hade omfördelats för att täcka utökade transportkostnader.
Av de 1,35 biljoner yen som utgjorde den totala bugdeten kom 600 miljarder yen från IOK, ytterligare 600 miljarder från Tokyo prefektur och de återstående 150 miljarderna från den japanska centralregeringen.

### Säkerhet
I december 2018 fattades ett beslut att förbjuda flygning av drönare över och i närheten av arenorna och idrottsanläggningarna under de olympiska och paralympiska spelen. De förbjuds även från flygning i närheten av större flygplatser.
8 Juli 2021 beslutades att inga åskådare tilläts, på grund av läget angående Coronaviruspandemin i Tokyo.

### Medaljer
Organisationskommittén tillkännagav under hösten 2016 att de beslutat att enbart metall återvunnen från uttjänta teknikprodukter skulle användas för att tillverka de olympiska och paralympiska medaljerna till spelen 2020. Beslutet var en del av den nya olympiska agendan som föreskriver att hållbarhet skall integreras i alla aspekter av planeringen och genomförandet av spelen.
Insamlingen av kasserad och föråldrad elektronisk utrustning omfattade bland annat smartphones, digitalkameror, handhållna spelkonsoler och bärbara datorer och inleddes i april 2017. Den återvunna metallen samlades in både från allmänheten och från företag. I november 2018 hade 47 488 ton uttjänt elektronik samlats in via lokala myndigheter och allmänheten hade också lämnat in över fem miljoner mobiltelefoner via NTT docomos butiker.
Målsättningen var att samla ihop 30,3 kg guld, 4 100 kg silver och 2 700 kg brons, målet för bronset uppfylldes i juni 2018 och i oktober 2018 hade mer än 93% av guldet och 85% av silvret utvunnits. Organisatörerna uppgav i ett pressmeddelande i februari 2019 att den mängd metall som återstod att samla in beräknades kunna utvinnas från den elektronik som redan lämnats in och projektet avslutades officiellt den 31 mars 2019.

### Testtävlingar
Det planerades att hållas 56 testtävlingar under namnet Ready, Steady, Tokyo. Vissa av dessa var redan inplanerade som nationella och internationella tävlingar och ytterligare ett antal skulle arrangeras specifikt som testtävlingar. Dessa tävlingar inleddes i september 2018 med en världscuptävling i World Sailings regi i Enoshima och de japanska mästerskapen i simning i oktober samma år. På grund av coronaviruspandemin blev alla tävlingar som planerats hållas den 12 mars 2020 och senare uppskjutna. I april 2021 började testtävlingarna återigen genomföras och de avslutades med en simtävling den 10 juli.

### Uppskjutna spel
Under mars månad 2020 förvandlades den kinesiska coronavirusepidemin till en global pandemi, med inställda arrangemang i snart sagt alla sporter som följd. Den 24 mars enades IOK-presidenten Thomas Bach och Japans premiärminister Shinzo Abe om att en flytt av spelen från 2020 till 2021 var det mest praktiska. Då hade Kanada och Australien ställt in sitt deltagande i OS 2020, och fler länder väntades följa på grund av pandemins förlamande effekter på idrottsvärlden och problem att arrangera kvaltävlingar till OS. Tävlingarna förväntades att arrangeras senast under sommaren 2021,.
Detta blir den första gången ett OS-arrangemang flyttas fram. Tidigare har OS-tävlingar bytt arrangör (sommar-OS 1940 från Tokyo till Helsingfors, vinter-OS 1976 från Denver till Innsbruck), och delar av arrangemang har fått byta land (ryttartävlingarna 1956 från Melbourne till Stockholm). Dessutom ställdes OS 1916 in, liksom både sommar- och vinter-OS 1940 och 1944.
Senare kom besked om 23 juli 2021 som nytt startdatum för spelen, med start för det relaterade Paralympics en månad senare (24 augusti). 11 april 2020 uttryckte sig dock den japanska OS-basen Toshiro Muto om riskerna för att behöva flytta spelen ytterligare, bland annat inför möjligheten att coronaviruspandemin fortfarande pågick sommaren 2021.

## Arenor
Totalt användes 41 arenor och anläggningar under spelen, 8 nya permanenta, 23 befintliga och 10 tillfälliga. Ursprungligen var det tänkt att bygga 10 nya permanenta arenor, men då byggkostnaderna skjutit i höjden valde organisationskommittén att flytta tävlingarna i basket och ridsport till befintliga arenor samt flytta kanotslalombanan.
De flesta arenorna låg i två huvudsakliga zoner: Heritage Zone och Tokyo Bay Zone. Heritage Zone omfattade centrala Tokyo där flera av arenorna användes vid sommarspelen 1964 och Tokyo Bay Zone låg till större delen på de konstgjorda öarna Ariake och Odaiba. De två zonerna korsade varandra vid OS-byn och formade en oändlighetssymbol.

### Heritage Zone
10 av arenorna låg i Heritage Zone, nordväst om OS-byn.
| Arena                         | Grenar                                | Status            |
| ----------------------------- | ------------------------------------- | ----------------- |
| Tokyos Olympiastadion         | Invignings- och avslutningsceremonier | Färdigställd 2019 |
| Tokyos Olympiastadion         | Friidrott                             | Färdigställd 2019 |
| Tokyos Olympiastadion         | Fotboll                               | Färdigställd 2019 |
| Tokyo Metropolitan Gymnasium  | Bordtennis                            | Befintlig         |
| Yoyogi National Gymnasium     | Handboll                              | Befintlig         |
| Nippon Budokan                | Judo                                  | Befintlig         |
| Nippon Budokan                | Karate                                | Befintlig         |
| Tokyo International Forum     | Tyngdlyftning                         | Befintlig         |
| Ryōgoku Kokugikan             | Boxning                               | Befintlig         |
| Equestrian Park               | Ridsport (dressyr och hoppning)       | Befintlig         |
| Musashino Forest Sports Plaza | Badminton                             | Färdigställd 2017 |
| Musashino Forest Sports Plaza | Modern femkamp (fäktning)             | Färdigställd 2017 |
| Tokyo Stadium                 | Fotboll                               | Befintlig         |
| Tokyo Stadium                 | Modern femkamp (övriga grenar)        | Befintlig         |
| Tokyo Stadium                 | Rugby                                 | Befintlig         |
| Musashinomori Park            | Cykling (start för linjelopp)         | Tillfällig        |

### Tokyo Bay Zone
15 av arenorna låg i Tokyo Bay Zone, sydost om OS-byn.
| Arena                                       | Grenar                 | Status            |
| ------------------------------------------- | ---------------------- | ----------------- |
| Ariake Arena                                | Volleyboll             | Färdigställd 2019 |
| Ariake Gymnastics Centre                    | Gymnastik              | Tillfällig        |
| Ariake Urban Sports Park                    | Cykling (BMX)          | Tillfällig        |
| Ariake Urban Sports Park                    | Skateboard             | Tillfällig        |
| Ariake Coliseum                             | Tennis                 | Befintlig         |
| Odaiba Marine Park                          | Simning (öppet vatten) | Tillfällig        |
| Odaiba Marine Park                          | Triathlon              | Tillfällig        |
| Shiokaze Park                               | Beachvolley            | Tillfällig        |
| Aomi Urban Sports Park                      | Basket (3x3)           | Tillfällig        |
| Aomi Urban Sports Park                      | Sportklättring         | Tillfällig        |
| Oi Hockey Stadium                           | Landhockey             | Färdigställd 2019 |
| Sea Forest Cross-Country Course             | Ridsport (fälttävlan)  | Tillfällig        |
| Sea Forest Waterway                         | Kanotsport (sprint)    | Färdigställd 2019 |
| Sea Forest Waterway                         | Rodd                   | Färdigställd 2019 |
| Kasai Canoe Slalom Centre                   | Kanotsport (slalom)    | Färdigställd 2019 |
| Yumenoshima Park Archery Field              | Bågskytte              | Färdigställd 2019 |
| Tokyo Aquatics Centre                       | Konstsim               | Färdigställd 2020 |
| Tokyo Aquatics Centre                       | Simhopp                | Färdigställd 2020 |
| Tokyo Aquatics Centre                       | Simning                | Färdigställd 2020 |
| Tokyo Tatsumi International Swimming Center | Vattenpolo             | Befintlig         |
| Makuhari Messe (Hall A och B)               | Brottning              | Befintlig         |
| Makuhari Messe (Hall A och B)               | Fäktning               | Befintlig         |
| Makuhari Messe (Hall A och B)               | Taekwondo              | Befintlig         |

### Övriga arenor
16 av arenorna låg mer än 8 kilometer från OS-byn.
| Arena                            | Grenar                    | Status     |
| -------------------------------- | ------------------------- | ---------- |
| Tsurigasaki Surfing Beach        | Surfing                   | Tillfällig |
| Saitama Super Arena              | Basket                    | Befintlig  |
| Asaka Shooting Range             | Skytte                    | Tillfällig |
| Kasumigaseki Country Club        | Golf                      | Befintlig  |
| Enoshima Yacht Harbour           | Segling                   | Befintlig  |
| Izu Velodrome                    | Cykling (bana)            | Befintlig  |
| Izu Mountain Bike Course         | Cykling (mountainbike)    | Befintlig  |
| Fuji International Speedway      | Cykling (landsväg)        | Befintlig  |
| Fukushima Azuma Baseball Stadium | Baseboll                  | Befintlig  |
| Fukushima Azuma Baseball Stadium | Softboll                  | Befintlig  |
| Yokohama Stadium                 | Baseboll                  | Befintlig  |
| Yokohama Stadium                 | Softboll                  | Befintlig  |
| Odoriparken                      | Friidrott (maraton, gång) | Tillfällig |
| Sapporo Dome                     | Fotboll                   | Befintlig  |
| Miyagi Stadium                   | Fotboll                   | Befintlig  |
| Kashima Soccer Stadium           | Fotboll                   | Befintlig  |
| Saitama Stadium                  | Fotboll                   | Befintlig  |
| International Stadium Yokohama   | Fotboll                   | Befintlig  |

## Sporter
På IOK:s 123:e kongress i Durban 2011 beslutades det vilka sporter som hade möjlighet att bli en del av programmet 2020. Dessa var baseboll, karate, rullskridskosport, softboll, sportklättring, squash, strandfotboll, wakeboard och wushu. Efter att IOK först beslutat att plocka bort brottning från OS-programmet, beslutade man vid samma kongress som man valde arrangör för spelen att brottning förblev en OS-sport även 2020.
I augusti 2016 beslutade IOK att baseboll/softboll, karate, skateboard, sportklättring och surfing blev de nya sporterna på det olympiska programmet 2020. Valet av nya sporter hade föregåtts av att organisationskommittén för Tokyo-OS 2020 föreslagit sporterna. Nya riktlinjer från IOK tillåter nämligen att organisationskommittén för ett OS kan föreslå nya tillfälliga sporter på programmet.
Det tävlades i följande 33 sporter med totalt 339 grenar i spelen:
| - Badminton (5) - Baseboll/Softboll (2) - Baseboll (1) - Softboll (1) - Basket (4) - Bordtennis (5) - Boxning (13) - Brottning (18) - Bågskytte (5) - Cykelsport (22) | - Fotboll (2) - Friidrott (48) - Fäktning (12) - Golf (2) - Gymnastik (18) - Handboll (2) - Judo (15) - Kanotsport (16) - Karate (8) - Landhockey (2) | - Modern femkamp (2) - Ridsport (6) - Rodd (14) - Rugby (2) - Segling (10) - Simsport (46) - Konstsim (2) - Simhopp (8) - Simning (37) - Vattenpolo (2) | - Skateboard (4) - Skytte (15) - Sportklättring (2) - Surfing (2) - Taekwondo (8) - Tennis (5) - Triathlon (3) - Tyngdlyftning (14) - Volleyboll (4) |

## Kalender
Schemat för sommarspelen 2020 godkändes av IOK:s exekutiva styrelse den 18 juli 2018, med undantag för simning, simhopp och konstsim där schemat fastställdes den 12 september 2018. Schemat för boxningen stod färdigt först den 31 juli 2019 då den exekutiva styrelsen valt att frånta AIBA rätten att planera den olympiska turneringen. På grund av coronaviruspandemin fattades den 30 mars 2020 ett beslut att skjuta upp spelen till 2021.
Alla tider och datum avser japansk standardtid (UTC+9)
| ÖC | Öppningsceremoni | ● | Kvaltävlingar | 1 | Finaltävlingar | UG | Uppvisningsgala | AC | Avslutningsceremoni |

| Juli/Augusti       | Juli/Augusti       | 21 Ons | 22 Tors | 23 Fre | 24 Lör | 25 Sön | 26 Mån | 27 Tis | 28 Ons | 29 Tors | 30 Fre | 31 Lör | 1 Sön | 2 Mån | 3 Tis | 4 Ons | 5 Tors | 6 Fre | 7 Lör | 8 Sön | Grenar |
| ------------------ | ------------------ | ------ | ------- | ------ | ------ | ------ | ------ | ------ | ------ | ------- | ------ | ------ | ----- | ----- | ----- | ----- | ------ | ----- | ----- | ----- | ------ |
| Ceremonier         | Ceremonier         |        |         | ÖC     |        |        |        |        |        |         |        |        |       |       |       |       |        |       |       | AC    | i.u.   |
| Badminton          | Badminton          |        |         |        | ●      | ●      | ●      | ●      | ●      | ●       | 1      | 1      | 1     | 2     |       |       |        |       |       |       | 5      |
| Baseboll           | Baseboll           |        |         |        |        |        |        |        | ●      | ●       | ●      | ●      | ●     | ●     | ●     | ●     | ●      |       | 1     |       | 1      |
| Basket             | Basket             |        |         |        |        | ●      | ●      | ●      | ●      | ●       | ●      | ●      | ●     | ●     | ●     | ●     | ●      | ●     | 1     | 1     | 4      |
| Basket             | 3x3 Basket         |        |         |        | ●      | ●      | ●      | ●      | 2      |         |        |        |       |       |       |       |        |       |       |       | 4      |
| Bordtennis         | Bordtennis         |        |         |        | ●      | ●      | 1      | ●      | ●      | 1       | 1      |        | ●     | ●     | ●     | ●     | 1      | 1     |       |       | 5      |
| Boxning            | Boxning            |        |         |        | ●      | ●      | ●      | ●      | ●      | ●       | ●      | ●      | ●     |       | 2     | 1     | 1      | 1     | 4     | 4     | 13     |
| Brottning          | Brottning          |        |         |        |        |        |        |        |        |         |        |        | ●     | 3     | 3     | 3     | 3      | 3     | 3     |       | 18     |
| Bågskytte          | Bågskytte          |        |         | ●      | 1      | 1      | 1      | ●      | ●      | ●       | 1      | 1      |       |       |       |       |        |       |       |       | 5      |
| Cykling            | Landsväg           |        |         |        | 1      | 1      |        |        | 2      |         |        |        |       |       |       |       |        |       |       |       | 22     |
| Cykling            | Bana               |        |         |        |        |        |        |        |        |         |        |        |       | 1     | 2     | 1     | 2      | 2     | 1     | 3     | 22     |
| Cykling            | BMX                |        |         |        |        |        |        |        |        | ●       | 2      | ●      | 2     |       |       |       |        |       |       |       | 22     |
| Cykling            | Mountainbike       |        |         |        |        |        | 1      | 1      |        |         |        |        |       |       |       |       |        |       |       |       | 22     |
| Fotboll            | Fotboll            | ●      | ●       |        | ●      | ●      |        | ●      | ●      |         | ●      | ●      |       | ●     | ●     |       | ●      | 1     | 1     |       | 2      |
| Friidrott          | Friidrott          |        |         |        |        |        |        |        |        |         | 1      | 3      | 4     | 5     | 6     | 5     | 8      | 8     | 7     | 1     | 48     |
| Fäktning           | Fäktning           |        |         |        | 2      | 2      | 2      | 1      | 1      | 1       | 1      | 1      | 1     |       |       |       |        |       |       |       | 12     |
| Golf               | Golf               |        |         |        |        |        |        |        |        | ●       | ●      | ●      | 1     |       |       | ●     | ●      | ●     | 1     |       | 2      |
| Gymnastik          | Artistisk          |        |         |        | ●      | ●      | 1      | 1      | 1      | 1       |        |        | 4     | 3     | 3     | UG    |        |       |       |       | 18     |
| Gymnastik          | Rytmisk            |        |         |        |        |        |        |        |        |         |        |        |       |       |       |       |        | ●     | 1     | 1     | 18     |
| Gymnastik          | Trampolin          |        |         |        |        |        |        |        |        |         | 1      | 1      |       |       |       |       |        |       |       |       | 18     |
| Handboll           | Handboll           |        |         |        | ●      | ●      | ●      | ●      | ●      | ●       | ●      | ●      | ●     | ●     | ●     | ●     | ●      | ●     | 1     | 1     | 2      |
| Judo               | Judo               |        |         |        | 2      | 2      | 2      | 2      | 2      | 2       | 2      | 1      |       |       |       |       |        |       |       |       | 15     |
| Kanotsport         | Slalom             |        |         |        |        | ●      | 1      | 1      | ●      | 1       | 1      |        |       |       |       |       |        |       |       |       | 16     |
| Kanotsport         | Sprint             |        |         |        |        |        |        |        |        |         |        |        |       | ●     | 4     | ●     | 4      | ●     | 4     |       | 16     |
| Karate             | Karate             |        |         |        |        |        |        |        |        |         |        |        |       |       |       |       | 3      | 3     | 2     |       | 8      |
| Konstsim           | Konstsim           |        |         |        |        |        |        |        |        |         |        |        |       | ●     | ●     | 1     |        | ●     | 1     |       | 2      |
| Landhockey         | Landhockey         |        |         |        | ●      | ●      | ●      | ●      | ●      | ●       | ●      | ●      | ●     | ●     | ●     | ●     | 1      | 1     |       |       | 2      |
| Modern femkamp     | Modern femkamp     |        |         |        |        |        |        |        |        |         |        |        |       |       |       |       | ●      | 1     | 1     |       | 2      |
| Ridsport           | Ridsport           |        |         |        | ●      | ●      |        | 1      | 1      |         | ●      | ●      | ●     | 2     | ●     | 1     |        | ●     | 1     |       | 6      |
| Rodd               | Rodd               |        |         | ●      | ●      | ●      | ●      | 2      | 4      | 4       | 4      |        |       |       |       |       |        |       |       |       | 14     |
| Segling            | Segling            |        |         |        |        | ●      | ●      | ●      | ●      | ●       | ●      | 2      | 2     | 2     | 2     | 2     |        |       |       |       | 10     |
| Simhopp            | Simhopp            |        |         |        |        | 1      | 1      | 1      | 1      |         | ●      | ●      | 1     | ●     | 1     | ●     | 1      | ●     | 1     |       | 8      |
| Simning            | Simning            |        |         |        | ●      | 4      | 4      | 4      | 5      | 5       | 4      | 4      | 5     |       |       | 1     | 1      |       |       |       | 37     |
| Sjumannarugby      | Sjumannarugby      |        |         |        |        |        | ●      | ●      | 1      | ●       | ●      | 1      |       |       |       |       |        |       |       |       | 2      |
| Skateboard         | Skateboard         |        |         |        |        | 1      | 1      |        |        |         |        |        |       |       |       | 1     | 1      |       |       |       | 4      |
| Skytte             | Skytte             |        |         |        | 2      | 2      | 2      | 2      | ●      | 2       | 1      | 2      | ●     | 2     |       |       |        |       |       |       | 15     |
| Softboll           | Softboll           | ●      | ●       |        | ●      | ●      | ●      | 1      |        |         |        |        |       |       |       |       |        |       |       |       | 1      |
| Sportklättring     | Sportklättring     |        |         |        |        |        |        |        |        |         |        |        |       |       | ●     | ●     | 1      | 1     |       |       | 2      |
| Surfing            | Surfing            |        |         |        |        | ●      | ●      | ●      | 2      |         |        |        |       |       |       |       |        |       |       |       | 2      |
| Taekwondo          | Taekwondo          |        |         |        | 2      | 2      | 2      | 2      |        |         |        |        |       |       |       |       |        |       |       |       | 8      |
| Tennis             | Tennis             |        |         |        | ●      | ●      | ●      | ●      | ●      | ●       | 1      | 1      | 3     |       |       |       |        |       |       |       | 5      |
| Triathlon          | Triathlon          |        |         |        |        |        | 1      | 1      |        |         |        | 1      |       |       |       |       |        |       |       |       | 3      |
| Tyngdlyftning      | Tyngdlyftning      |        |         |        | 1      | 2      | 1      | 2      | 1      |         |        | 2      | 1     | 2     | 1     | 1     |        |       |       |       | 14     |
| Vattenpolo         | Vattenpolo         |        |         |        | ●      | ●      | ●      | ●      | ●      | ●       | ●      | ●      | ●     | ●     | ●     | ●     | ●      | ●     | 1     | 1     | 2      |
| Volleyboll         | Beachvolley        |        |         |        | ●      | ●      | ●      | ●      | ●      | ●       | ●      | ●      | ●     | ●     | ●     | ●     | ●      | 1     | 1     |       | 4      |
| Volleyboll         | Volleyboll         |        |         |        | ●      | ●      | ●      | ●      | ●      | ●       | ●      | ●      | ●     | ●     | ●     | ●     | ●      | ●     | 1     | 1     | 4      |
| Antal guldmedaljer | Antal guldmedaljer |        |         |        | 11     | 18     | 21     | 22     | 23     | 17      | 21     | 21     | 25    | 22    | 24    | 17    | 27     | 23    | 34    | 13    | 339    |
| Sammanräknat       | Sammanräknat       |        |         |        | 11     | 29     | 50     | 72     | 95     | 112     | 133    | 154    | 179   | 201   | 225   | 242   | 269    | 292   | 326   | 339   | 339    |
| Juli/Augusti       | Juli/Augusti       | 21 Ons | 22 Tors | 23 Fre | 24 Lör | 25 Sön | 26 Mån | 27 Tis | 28 Ons | 29 Tors | 30 Fre | 31 Lör | 1 Sön | 2 Mån | 3 Tis | 4 Ons | 5 Tors | 6 Fre | 7 Lör | 8 Sön | v • r  |

## Medaljtoppen
Här visas endast topp tio-placering.
| Pl. | Land           | Guld | Silver | Brons | TAM | PEAM |
| --- | -------------- | ---- | ------ | ----- | --- | ---- |
| 1   | USA            | 39   | 41     | 33    | 113 | 1    |
| 2   | Kina           | 38   | 32     | 18    | 88  | 2    |
| 3   | Japan          | 27   | 14     | 17    | 58  | 5    |
| 4   | Storbritannien | 22   | 21     | 22    | 65  | 4    |
| 5   | ROC            | 20   | 28     | 23    | 71  | 3    |
| 6   | Australien     | 17   | 7      | 22    | 46  | 6    |
| 7   | Nederländerna  | 10   | 12     | 14    | 36  | 9    |
| 8   | Frankrike      | 10   | 12     | 11    | 33  | 10   |
| 9   | Tyskland       | 10   | 11     | 16    | 37  | 8    |
| 10  | Italien        | 10   | 10     | 20    | 40  | 7    |

## Sändningsrättigheter
Följande av de större TV-stationerna hade säkrat rättigheterna att sända olympiska sommarspelen 2020:
- Storbritannien – BBC, Eurosport
- Frankrike – France Télévisions[41], Eurosport
- Japan – Japan Consortium[42]
- Nordkorea – SBS[43]
- Sydkorea – SBS[43]
- USA – NBCUniversal[44]
- Sverige – Discovery Networks Sweden[45]